# Гюнтер фон Нібельшюц
Гюнтер фон Нібельшюц (нім. Günther von Niebelschütz; 27 червня 1882, Шпроттау — 26 січня 1945, маєток Шільдек) — німецький воєначальник, генерал піхоти вермахту.

## Біографія
Син оберста Прусської армії Горста фон Нібельшюца (25 березня 1855 — 11 лютого 1934) і його дружини Маргарити, уродженої Северин (21 листопада 1855 — 12 березня 1923). 22 березня 1901 року вступив в 3-й піший гвардійський полк. Учасник Першої світової війни, ад'ютант 40-ї піхотної бригади. Після демобілізації армії залишений в рейхсвері. З 1 жовтня 1934 року — командир 11-ї піхотної дивізії. З 1 квітня 1937 року — інспектор військових училищ. 28 лютого 1938 року вийшов у відставку.
На початку Другої світової війни призваний на службу і призначений командиром 15-го прикордонного командування в Південно-Східній Пруссії. З квітня 1941 року — комендант 584-го тилового району в Північній Росії. В 1943 році остаточно звільнений у відставку і оселився в маєтку своєї дружини, де 28 січня 1945 року був застрелений радянськими солдатами.

## Сім'я
4 жовтня 1919 року одружився з Елізабет Гардт (18 серпня 1879, Шільдек — 1946, Наумбург), спадкоємицею маєтку Шільдек, і переїхав туди.

## Нагороди
- Орден Корони (Пруссія) 4-го класу
- Залізний хрест 2-го і 1-го класу
- Орден «За військові заслуги» (Баварія) 4-го класу з мечами
- Ганзейський Хрест (Гамбург)
- Орден Грифона, лицарський хрест
- Орден Генріха Лева, лицарський хрест 2-го класу з мечами
- Військовий Хрест Фрідріха-Августа (Ольденбург) 2-го і 1-го класу
- Хрест «За військові заслуги» (Австро-Угорщина) 3-го класу з військовою відзнакою
- Орден Меджида 4-го класу з шалями (Османська імперія)
- Нагрудний знак «За поранення» в чорному
- Хрест «За вислугу років» (Пруссія)
- Почесний хрест ветерана війни з мечами
- Медаль «За вислугу років у Вермахті» 4-го, 3-го, 2-го і 1-го класу (25 років)